# 船形漁港
35°1′24.59″N 139°50′45.4″E / 35.0234972°N 139.845944°E
船形漁港（日语：／）為日本千葉縣館山市的一座漁港，座落於於館山市北部的南房總國定公園內、東京灣的入口處。

## 概要
- 管理者- 千葉縣農林水產部水產局
- 漁業協同組合（日语：漁業協同組合） - 館山船形

## 歷史
- 1951年（昭和26年）7月10日 - 指定為第3種漁港

## 設施
設有漁業協同組合直營之「接觸市場」，主要販售漁獲及設有餐廳等。

## 交通
- JR 內房線 - 那古船形站下車，徒歩5分。
- 富津館山道路 - 富浦交流道下，開車10分。

## 外部連結
- 船形漁港 （页面存档备份，存于）